# Shivers (album)
Pour les articles homonymes, voir Shivers.
Albums de Armin van Buuren
76
(2003) Imagine
(2008)
Singles
1. Shivers
Sortie : 11 avril 2005
2. Serenity
Sortie : 20 juin 2005

Shivers est le deuxième album studio du disc jockey et producteur de musique néerlandais Armin van Buuren, sorti le 8 août 2005. Il succède à 76 (2003) et précède Imagine (2008).

## Liste des pistes

### Contenu
| No  | Titre                                                      | Producteur(s)                | Durée |
| --- | ---------------------------------------------------------- | ---------------------------- | ----- |
| 1.  | Wall of Sound (featuring Justine Suissa)                   |                              | 6:25  |
| 2.  | Empty State (featuring Mic Burns)                          |                              | 7:30  |
| 3.  | Shivers (featuring Susana)                                 |                              | 7:33  |
| 4.  | Golddigger (featuring Martijn Hagens)                      |                              | 4:46  |
| 5.  | Zocalo (featuring Gabriel & Dresden)                       | Josh Gabriel & Dave Dresden  | 8:40  |
| 6.  | Gypsy (featuring Ray Wilson)                               |                              | 5:26  |
| 7.  | Who Is Watching (featuring Nadia Ali)                      |                              | 5:08  |
| 8.  | Bounce Back (featuring Remy & Roland Klinkenberg)          | DJ Remy & Roland Klinkenberg | 7:34  |
| 9.  | Control Freak                                              |                              | 8:08  |
| 10. | Serenity (featuring Jan Vayne (8:52) incluant Hymne(2:46)) | Jan Vayne                    | 11:37 |

| 11. | Simple Things (featuring Justine Suissa) | 7:11 |

### Crédits
- Titre 1 : voix de Justine Suissa.

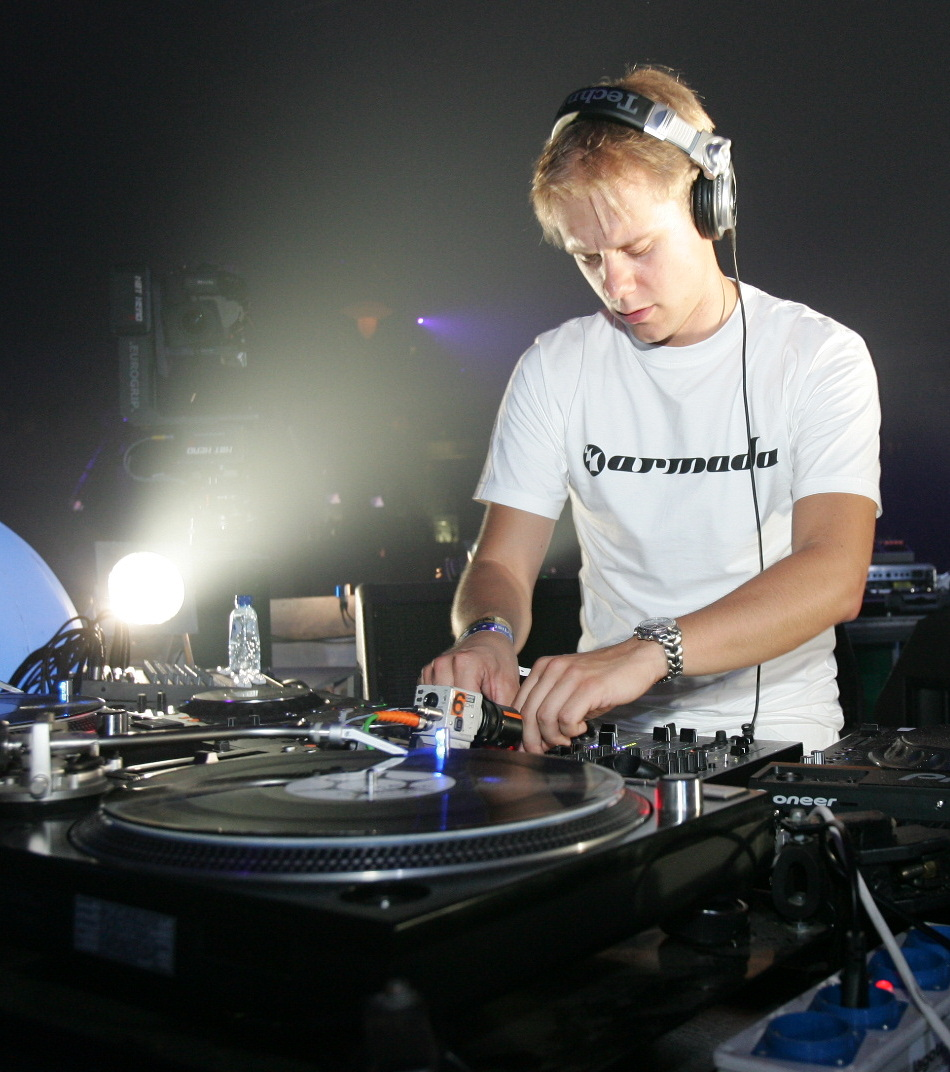
Van Buuren en juillet 2005.

- Titre 2 : voix de Mic Burns. Produit par Mic Burns.
- Titre 3 : voix de Susana. Produit par Adrian Broekhuyse et Raz Nitzan.
- Titre 4 : voix de Martijn Hagens.
- Titre 5 : guitare électrique par Josh Gabriel.
- Titre 6 : voix de Ray Wilson. Enregistrements par Uncle Jack.
- Titre 7 : voix de Nadia Ali.
- Titre 10 : piano par Jan Vayne.
- Titre 11 : éléments vocaux de Justine Suissa.